# Pfarrkirche Schönberg ob Knittelfeld

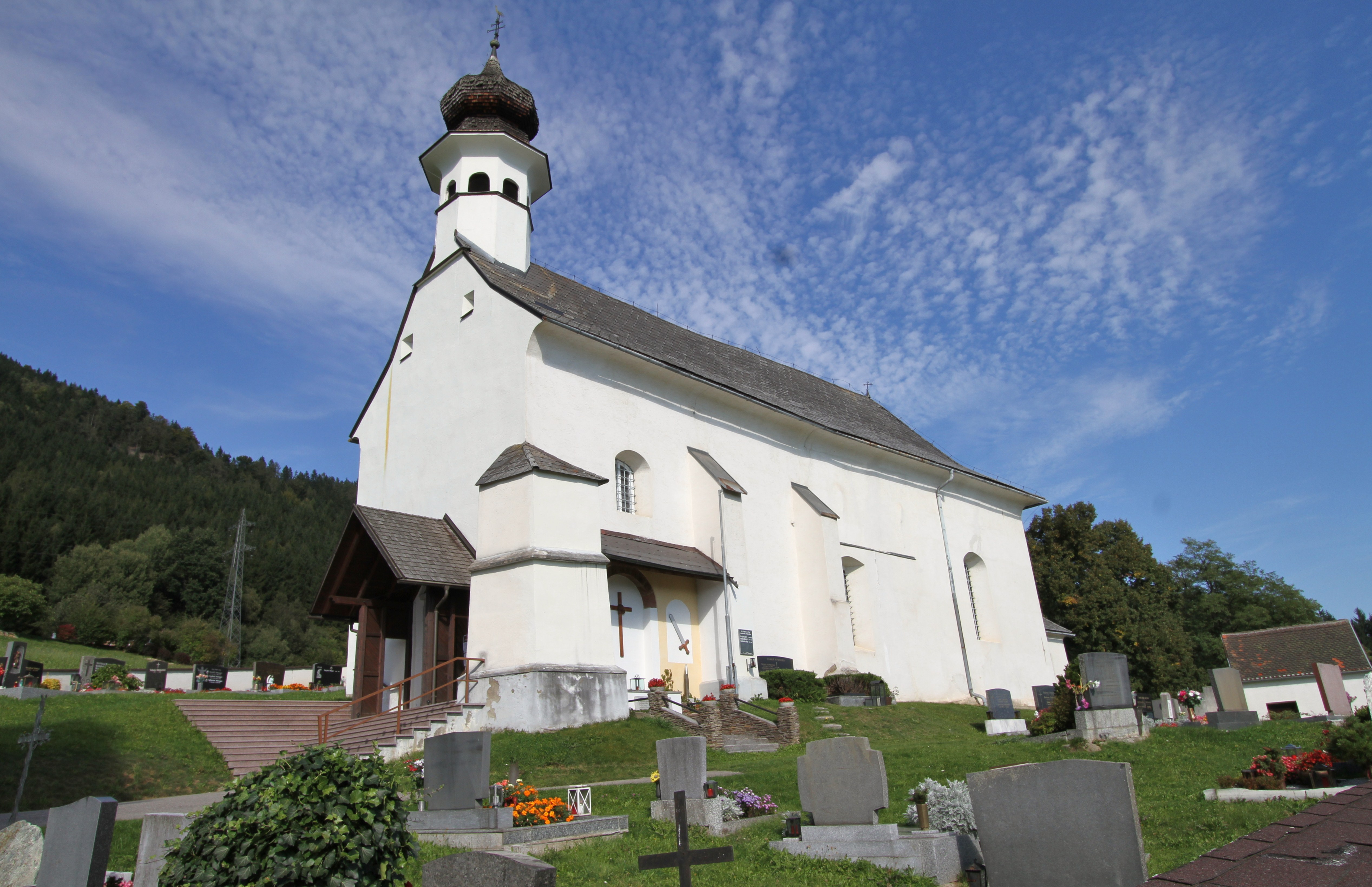
Katholische Pfarrkirche hl. Stephan in Schönberg ob Knittelfeld

Die Pfarrkirche Schönberg ob Knittelfeld steht in einer Hanglage im Kirchweiler Schönberg in der Stadtgemeinde Spielberg im Bezirk Murtal in der Steiermark. Die dem heiligen Stephanus geweihte römisch-katholische Pfarrkirche gehört zum Dekanat Knittelfeld in der Diözese Graz-Seckau. Die Kirche und der Friedhof stehen unter Denkmalschutz (Listeneintrag). 

## Geschichte
Die Kirche wurde 1172 dem Stift Seckau geschenkt und diesem bis 1782 inkorporiert.
Barocke Um- und Neubauten aus 1724 und um 1740 bestimmen das Bild der Kirche. 1970/1971 wurden Sicherungsarbeiten und eine Außenrestaurierung durchgeführt, dabei wurden die Seitenkapellen abgetragen. 1980 folgten umfangreiche Sanierungsarbeiten an den Fundamenten.

## Architektur
Die Kirche ist von einem ummauerten Friedhof mit Initienkapellen umgeben.
Der fünfjochige Kirchenbau zeigt sich ohne Trennung von Langhaus und Chor, der Chor ist im Kircheninneren um drei Stufen erhöht. Es gibt Kreuzgrat- und Stichkappentonnengewölbe. Am Chor mit einem geraden Schluss ist eine niedrigere Sakristei angebaut. Das Langhaus zeigt südlich Stütz- und Strebepfeiler. Die zweiachsige kreuzgratunterwölbte Westempore steht auf einem gemauerten Pfeiler, die vorgezogene Holzempore mit den Brüstungsfeldern entstand um 1700. Der achtseitige westliche Dachreiter trägt eine Zwiebelhelm. Die Fenster der Kirche sind aus 1891.
Die Kirche zeigt außen ein Kruzifix aus dem zweiten Viertel des 18. Jahrhunderts von Balthasar Prandtstätter.

## Ausstattung
Der neobarocke Altar ist aus dem Ende des 19. Jahrhunderts. Die Kanzel um 1700 zeigt in den Korbfeldern die Evangelisten und trägt am Schalldeckel Gottvater. Eine Sitzende Maria mit Kind in barocker Tradition befindet sich in einer Wandnische.
Die Orgel ist aus der Mitte des 19. Jahrhunderts.